# Vizantea Mănăstirească
Vizantea Mănăstirească – wieś w Rumunii, w okręgu Vrancea, w gminie Vizantea-Livezi. W 2011 roku liczyła 1712
mieszkańców.